# Cardopatium corymbosum
Cardopatium corymbosum là một loài thực vật có hoa trong họ Cúc. Loài này được (L.) Pers. mô tả khoa học đầu tiên năm 1807.